# 木場貞長
木場 貞長（こば さだたけ、1859年9月28日（安政6年9月3日） - 1944年（昭和19年）6月3日）は明治時代から昭和初期にかけての日本の官僚、法学者。正三位勲一等、法学博士。
文部次官、行政裁判所評定官、貴族院議員を歴任した。

## 経歴
薩摩藩士で、判事や神職を務めた木場清生（きよなり、木場伝内）の子。
東京大学卒。文部省に入り、伊藤博文政府団の一行に留学生として抜擢され、ドイツに留学、大日本帝国憲法作成に貢献する。ドイツではハイデルベルク大学にて、心理学、法学、政治学の博士課程を修了する。帰国後は文部大臣森有礼の下で、文部参事官として、近代国家としての教育制度の確立に尽力。高等教育会議、臨時教育会議の委員も務め、教育行政、学制改革にも携わる。
明治32年（1899年）慶應義塾大学部政治科教授（政治学・比較憲法担当）。
明治39年（1906年）10月23日、錦鶏間祗候となる。
大正2年（1913年）より10年間は行政裁判所第3部長。その他、高等学術講義会講師、文部省普通学務局長、文部省官房長、次官などを歴任。同年6月13日、行政裁判所評定官に任ぜられたことに伴い錦鶏間祗候が消滅した。大正12年（1923年）5月7日、再び錦鶏間祗候となる。
昭和19年（1944年）6月3日死去。86歳。

## 家族
父・清生は西郷隆盛の親友。妻は新宮涼介（旧姓松山。松山俊茂の長男、松山棟庵の兄）の次女、小百合（こゆり）。子供は、貞一郎（長男）、貞二（次男）、清子（長女で梅津美治郎の妻）、貞三（三男。台湾製糖社長・武智直道の養子となる）、貞四郎（四男）、木場貞寿（さだひさ、五男）、貞博（さだひろ、六男）、満佐子（次女）の8人。

## 栄典
位階
- 1893年（明治26年）9月30日 - 正五位[4]
- 1897年（明治30年）5月31日 - 従四位[5]
- 1922年（大正11年）8月10日 - 正三位[6]

勲章等
- 1904年（明治37年）12月27日 - 勲三等瑞宝章[7]
- 1906年（明治39年）4月1日 - 勲二等瑞宝章[8]
- 1915年（大正4年）11月10日 - 大礼記念章[9]
- 1916年（大正5年）4月1日 - 旭日重光章[10]
- 1922年（大正11年）3月29日 - 勲一等瑞宝章
- 1938年（昭和13年）2月11日 - 金杯一個[11]
- 1940年（昭和15年）8月15日 - 紀元二千六百年祝典記念章[12]

## 著作
- 「故子爵森有礼君に就て」（全国教育者大集会編 『帝国六大教育家』 博文館、1907年10月 ／ 国書刊行会〈明治教育古典叢書〉、1980年11月）
- 「森有礼子」（『太陽』 第18巻第9号、博文館、1912年6月）
- 「森文部大臣の改革 : 明治教育の新紀元」（国民教育奨励会編纂 『教育五十年史』 民友社、1922年10月 ／ 国書刊行会〈明治教育古典叢書〉、1981年4月 ／ 日本図書センター、1982年1月）
- 「森有礼先生を偲びて」（『南国史叢』 第4輯、薩藩史研究会、1939年6月）
森有礼に関するこれら4つの記事は大久保利謙編 『森有礼全集 第2巻』 宣文堂書店〈近代日本教育資料叢書〉、1972年2月および上沼八郎、犬塚孝明編 『新修 森有礼全集 第4巻』 文泉堂書店、1999年4月に収録されている。
- 「学校時代の思ひ出（その十） : 森文相の秘書官となるまで」（『帝国教育』第609号、帝国教育会、1932年9月）
- 「明治教育界の思ひ出」（『帝国教育』第637号、1933年11月）
- 「文部次官時代の回顧」（『今月の臨床』第340号、臨床月報社、1939年12月）
- 「「帝国大学令」制定に関する木場貞長氏の手記」（大久保利謙編 『明治文化資料叢書 第8巻 教育編』 風間書房、1961年5月）
- 藤原鎌足を祖とする『木場家系図』を残している[要出典]。

著書
- 『日本独逸 合級小学校』 木場貞長、1888年4月
- 『教育行政』 金港堂書籍、1902年1月
- 『明治神宮意義ある参拝』 博文館、1922年6月

## 関連文献
- 石川半山 「文部次官法学博士 木場貞長君」（『教育界』第3巻第5号、金港堂書籍、1904年2月）
- 「法学博士 木場貞長」（井関九郎監修 『大日本博士録 第壱巻 法学博士及薬学博士之部』 発展社、1921年1月）
- 「従四位法学博士木場貞長特ニ錦鶏間祗候被仰付様宮内大臣ヘ照会ノ件」（国立公文書館所蔵 「任免裁可書・明治三十九年・任免巻二十八」）
- 「元行政裁判所評定官木場貞長特旨叙位ノ件」（国立公文書館所蔵 「叙位裁可書・大正十一年・叙位巻二十一」） - アジア歴史資料センター Ref.A11113055500
- 鹿児島県歴史資料センター黎明館編 『鹿児島県歴史資料センター黎明館所蔵品目録 XIV 文書4』 鹿児島県歴史資料センター黎明館、1997年3月 - 同館に所蔵されている「木場貞長関係文書」の目録を収録。
- 島田赳幸 「木場貞長」（伊藤隆、季武嘉也編 『近現代日本人物史料情報辞典 4』 吉川弘文館、2011年2月、ISBN 9784642014601）
- 今津敏晃 「木場貞長」（宮地正人ほか編 『明治時代史大辞典 1』 吉川弘文館、2011年12月、ISBN 9784642014618）